# Kaposisarcoom
Kaposisarcoom  is een zeldzame kanker die uitgaat van de binnenbekleding van bloedvaten van de huid en van de slijmvliezen van de mond, neus en anus.
De Hongaarse huidarts Moritz Kaposi beschreef de ziekte voor het eerst in 1872 nadat hij de symptomen bij vijf oudere mannen had waargenomen.

## Oorzaak
Kaposisarcoom wordt veroorzaakt door humaan herpesvirus 8 (HHV-8), ook bekend als Kaposi's Sarcoma-geassocieerd Herpesvirus (KSHV). Het ontstaan van het sarcoom hangt samen met een geringe cellulaire afweer, zoals het geval is bij de ziekte aids en bij het gebruik van afweeronderdrukkende medicijnen als prednison, ciclosporine en cytostatica.

## Verloop
Als eerste verschijnen op de benen paarsrode vlekken, die knobbels kunnen worden maar ook weer kunnen verdwijnen. In een agressievere vorm ontstaan grote zweren en worden ook inwendige organen aangetast.

## Voorkomen
Kaposisarcoom is in het algemeen zeer zeldzaam, maar komt vaker voor in Centraal-Afrika en ook bij bepaalde bevolkingsgroepen (met name bij van origine Oost-Europese joden).
Daarnaast komt de ziekte bij mannen 50 keer meer voor dan bij vrouwen.
Tegenwoordig komt het kaposisarcoom het meest voor bij aidspatiënten; bij ruim 30% van hen is het zelfs het eerste 'symptoom' van de ziekte aids.